# Heterozostera
Genre
Classification APG II (2003)
Heterozostera est un genre de plantes monocotylédones de la famille des Zosteraceae formant des Herbiers marins, qui comprend 1 à 4 espèces selon les sources.
Le nom générique Heterozostera vient du grec heteros (autre) et du nom de genre Zostera pour signifier que cette plante est proche de la Zostera, mais suffisamment différente pour justifier la création d'un autre nom générique.
De fait, le genre a été initialement créé pour classer Zostera tasmanica aux caractéristiques assez aberrantes par rapport aux autres membres du genre Zostera.

## Caractéristiques générales
Ce sont des plantes marines herbacées, vivaces, appartenant à la famille des Zosteraceae, dont les caractères distinctifs sont les suivants:
- Feuilles en forme de ruban, portant une gaine à leur base, une ligule à la jonction de la gaine et du limbe,
- Absence de cellules à tanin sur les feuilles,
- Rhizomes non comprimés, avec  inter-nœuds de plus de 2 mm de longueur, à croissance sympodiale[4], ligneux, avec une tige érigée non ramifiée et caduque  à chaque nœud.

## Liste des espèces
Sont actuellement acceptées dans ce genre :

Selon Catalogue of Life et ITIS:
- Heterozostera chilensis J.Kuo, 2005
- Heterozostera nigricaulis J.Kuo, 2005
- Heterozostera polychlamys  J.Kuo,
- Heterozostera tasmanica (M.Martens ex Asch.) Hartog, 1970 - espèce type

Selon AlgaeBase et
WoRMS :
- Heterozostera tasmanica (Martens ex Ascherson) den Hartog

## Synonymie
- Heterozostera tasmanica
  - Zostera tasmanica M.Martens ex Asch., 1867

## Distribution
Trois espèces sont présentes en Australie :
- Heterozostera tasmanica se localise des côtes d'Australie occidentale à Jervis bays en Nouvelle Galles du Sud ; sur les côtes de la Tasmanie et à Coquimbo au Chili[3],
- Heterozostera nigricaulis est largement distribuée dans les eaux tempérées,
- Heterozostera polychlamys est limitée aux côtes ouest et sud.
- Heterozostera chilensis tire son nom spécifique à sa présence au Chili [5].

Mais les auteurs n'étant pas d'accord sur la liste des espèces, la distribution géographie, elle aussi sujette à caution, n'est qu'indicative.

## Un genre controversé
L'analyse phylogénétique de l’ADN des chloroplastes de certaines Zosteraceae a été entreprise. Un arbre phylogénétique moléculaire basée sur les données de la séquence matK a montré la monophylie de l'espèce Heterozostera tasmanica et du sous-genre Zosterella. Cette étude ne milite pas en faveur de la séparation des genres Heterozostera et Zostera .
Pourtant, presque simultanément, un taxonomiste australien procède à une révision du genre et des quatre espèces identifiées en Australie.